# سينو ثروة للحفر
الشركة الحديثة للحفر (MDC) سينو ثروة سابقا هي إحدى شركات قطاع البترول المصري التابعه للهيئة المصرية العامة للبترول، والتي تأسست عام 2005 وفقاً لأحكام قانون ضمانات وحوافز الإستثمار رقم 8 لسنة 1997 كشركة مساهمة تقوم بتقديم خدمات الحفر لصناعة البترول والغاز الطبيعي في مصر براً وبحراً.

## نشاط الشركة
- تقوم الشركة بتقديم الدعم لشركات التنقيب عن البترول والغاز الطبيعي
- توفر الشركة مجموعة واسعة من منصات الحفر ومنصات العمل
- تمتلك الشركة وتدير حاليا عددا من المنصات البرية والبحرية.
- تمتلك الشركة عددا من وحدات تسجيلات الطفلة في البر والبحر.

## تاريخ الشركة
- قدر رأس مال الشركة عند التأسيس 18 مليون دولار أمريكي مقسمة بالتساوي بين كل من ثروة للبترول وسينوبك ستار للبترول الصينية
- في عام 2007 تم زيادة رأس مال الشركة إلى 40 مليون دولار أمريكي وأصبحت إيجاس - المصرية القابضة للغازات الطبيعية أحد الشركاء
- في عام 2008 تم زيادة رأس مال الشركة إلى 80 مليون دولار أمريكي مقسمة بين الشركاء الثلاث
- تصل حاليا استثمارات الشركة إلى 586 مليون دولار أمريكي محتلة بذلك وبنجاح أحد الأماكن المتقدمة بالسوق المصري عن طريق استحواذها على 14% من أعمال السوق في هذا المجال

## المساهمين
يساهم في رأسمال الشركة كل من:
- ثروة للبترول : 31%
- إيجاس - المصرية القابضة للغازات الطبيعية : 69%[2]

## رؤساء الشركة
- محمد الجيوشى.
- جمال القصراوي.
- أمل مراد.[3]
- أحمد دعبس.
- إبراهيم خضر.[4]
- أسامة الإبياري.[5]
- علي سالم.[6]